# Verbena halei
Verbena halei är en verbenaväxtart som beskrevs av John Kunkel Small. Verbena halei ingår i släktet verbenor, och familjen verbenaväxter. Inga underarter finns listade i Catalogue of Life.